# オユンナ
オユンナ（モンゴル語: Оюунаа、英語: Oyunaa、1975年11月10日 - ）は、モンゴル国の首都ウランバートル出身の女性シンガーソングライター。本名はダムディンスーレン・オユントゥルフール（Дамдинсүрэнгийн Оюунтүлхүүр）。名前の「オユン」はモンゴル語で「知恵」、「トゥルフール」は「カギ」を意味する。愛称は「草原の歌姫」。

## 人物
2001年にウランバートル市役所に勤める同い年のモンゴル人男性と結婚、2男1女をもうける。ウランバートル在住。
音楽活動以外にも、母国モンゴルの子どもたちを支援する「オユンナ基金」を設立し、社会福祉活動にも尽力している。
モンゴル人力士で元横綱の朝青龍明徳とは親友であり、朝青龍の現役中には大相撲七月場所にゲスト出演することがあった。

## 主な来歴
- 1989年8月 日本で開催された「第7回世界子ども音楽祭」でグランプリ受賞。
- 1990年5月 1stシングル「天の子守歌」でポニーキャニオンよりデビュー。
- 1990年11月 2ndシングル「Yes,Happy」発売。カネボウ化粧品90年冬のイメージソングに起用される。1stアルバム「オユンナ ОЮУНАА」同時発売。
- 1990年12月 紅組史上最年少（当時[3]）でNHK紅白歌合戦に出場。その澄みきった歌声が天使の歌声と評され、日本にモンゴルブームを巻き起こす。
- 1991年6月 3rdシングル「花」発売。
- 1991年11月 「アジアミュージックシーンIN香港」にサリーイエン、アンディーラウ、谷村新司等と香港スタジアムで共演。
- 1992年8月 4thシングル「初恋」（税理士制度50周年イメージソング）発売。
- 1992年9月 2ndアルバム「オユンナII黄砂」発売。モンゴル国立音楽専門学校より同朋高等学校音楽科へ留学（1994年3月卒業）。
- 1992年10月 5th シングル「エージンハイル」（モンゴル日本共同制作映画 『チンギス・ハーン』）主題歌発売。
- 1993年7月 6thシングル「星空はメリーゴーランド」（NHK衛星放送年間イメージソング）「ヒロシマの少女の折鶴」発売。
- 1994年1月 7thシングル「遠くへ行きたい」（アレンジ：姫神）（よみうりテレビ『遠くへ行きたい』主題歌 ）発売。
- 1994年5月 ひろしまフラワーフェスティバルのフラワー歌手に選ばれる。
- 1995年4月 日本青年館で開催された「～とどけ心の歌声神戸の空へ！アジアの友へ～ 阪神大震災チャリティーコンサート」にアグネス・チャン、キム・ヨンジャ、白竜等と出演。南こうせつの主催する日比谷野外音楽堂「GREEN PARADISE」に参加。
- 1995年10月 8thシングル「共に生きて」（NHK『アジア発見』テーマソング）発売。名古屋市で開催された「世界公園フェスティバル」にジョン・デンバー、シーナ・イーストン等と共演。
- 1996年8月 モンゴルの首都ウランバートルで孤児支援のためのチャリティーコンサート開催。
- 1996年12月 「オユンナ基金」設立
- 1998年2月 4thアルバム「生命あるものはみな-Human Being-」発売
- 1998年3月 名古屋音楽大学ピアノ科卒業
- 1999年8月 広島市で開催された「世界音楽祭オーガスト・イン・ヒロシマ'99　グランドコンサート“TOGETHER”」にスティーヴィー・ワンダー、谷村新司、西城秀樹、ディック・リー、レスリー・チャン、イ・ウンミ等と参加。
- 2000年2月 ポニーキャニオンよりガウスエンタテイメントへ移籍。9thシングル「だけど I LOVE YOU」（作詞 沢田知可子）（NHKみんなのうた）発売。
- 2000年11月 岐阜市・大阪府大東市で開催された平和フォーラム「21世紀の創造」にロニー・ブローマン（国境なき医師団・ノーベル平和賞受賞者）、明石康（元国連事務次官）、小山内美江子（作家）等と参加。
- 2001年7月 ウランバートル市で開催された環境をテーマにした市民交流祭（日本とモンゴルの環境省による共催）に環境親善大使である加藤登紀子、ノロヴバンザドと共演。
- 2001年8月 マキシシングル「ヒロシマの折鶴〜Papaer Cranes〜」をプライベートレーベルとして発売。
- 2002年4月 オユンナの歌う「ヒロシマの少女の折鶴」が中学校の英語の教科書（三省堂）の副教材として採用。
- 2005年3月 名古屋大学大学院環境学研究科卒業。
- 2006年4月 中学2年生の国語の教科書（三省堂）にオユンナそのものが題材として掲載。
- 2006年11月 5thアルバム「Wish〜ねがい〜」（プライベートレーベル）発売。
- 2010年9月 マキシシングル「わすれもの」発売。
- 2013年3月 台湾4都市9公演コンサートツアー実施。
- 2023年5月、日本とモンゴルの文化交流を推進してきた功績を記念して「歌手 オユンナ」を描いた記念切手がモンゴル国から発行された[4][5]。

## 主な受賞
- 1991年6月 モンゴル国より「文化芸術功労章」（日本でいう文化勲章）受章
- 1993年10月 東海テレビより「芸能選奨」受賞
- 1997年10月 都市文化会議より「都市文化奨励賞」受賞
- 1998年1月 モンゴル赤十字より「平和賞」受賞
- 1998年7月 社団法人「小さな親切」運動本部より「小さな親切実行章」受章
- 1999年1月 モンゴル国より「アルタン・ガダス」（北極星勲章）受章
- 2005年12月 モンゴル国から「2005年度　モンゴルの誇り」受賞
- 2009年6月 モンゴル国から「国家芸術功労者章」受章
- 2014年11月 日本国から「外務大臣表彰」受章

## ディスコグラフィ

### シングル
- 天の子守歌（1990年5月21日）
- Yes,Happy（1990年11月21日）
- 花（1991年6月21日）
- 初恋（1992年8月21日）
- エージンハイル（1992年10月7日）
- 星空はメリーゴーランド（1993年7月21日）
- 遠くへ行きたい（1994年1月21日）
- 共に生きて（1995年10月20日）
- だけどI LOVE YOU（2000年2月23日）
- ヒロシマの折鶴〜Paper Cranes〜（マキシシングル）（2001年8月9日）
- わすれもの（マキシシングル）（2010年9月24日）

### アルバム
- オユンナ ОЮУНАА（1990年11月21日）
- オユンナII黄砂（1992年9月2日）
- 共に生きて（1996年2月21日）
- 生命あるものはみな-Human Being-（1998年2月18日）
- Wish〜ねがい〜（2006年11月21日）

## 主な出演番組

### NHK紅白歌合戦出場歴
| 年度/放送回              | 回 | 曲目       | 出演順 | 対戦相手   |
| ------------------------ | -- | ---------- | ------ | ---------- |
| 1990年（平成2年）/第41回 | 初 | 天の子守歌 | 08/29  | 尾崎紀世彦 |

注意点
出演順は「出演順/出場者数」で表す。
- 1992年 「TVインデックス〜遥かな国モンゴル〜」（東海テレビ）
- 1993年 「テレメンタリーはばたいた紙の鳥・モンゴルに響くヒロシマ」（名古屋テレビ）
- 1994年 「遠くへ行きたい 姫神の冬の岩手路」（よみうりテレビ）・「にんげんマップ」（NHK）
- 1995年 「草原の国の幸せさがし」（NHK）
- 1996年 「アジアを見つめ、日本を見つめ　〜若者達の国際交流〜」（NHK）・「スペンサーの喫茶店」（東海テレビ）・「歌謡コンサート」（NHK）・「オユンナの草原の国レポート」・（東海テレビ）・「君は感動の大地を見たか～ラリー5000キロ・モンゴルを駆ける」（NHK）・「知ってるつもり?! スペシャル 〜チンギス・ハーン〜」（日本テレビ） ・「土曜特集 秋だ！民謡満開だ！」（NHK）・「アジア発見スペシャル」（NHK）
- 1998年 「おしゃべりランチ」（NHK）・ 「スタジオパークからこんにちは」（NHK）・「新題名のない音楽会」（テレビ朝日）
- 1999年 「スクール5輪の書 〜21世紀の君たちへ〜」（NHK教育）・ 「世界音楽祭オーガスト・イン・ヒロシマ'99 グランドコンサート“TOGEYHER”」 （NHK BS2）・「オユンナと地球を愛する仲間たち」（東海テレビ）
- 2000年 「NHKみんなのうた」（NHK）
- 2006年 「さらさらサラダ」（NHK）

## 主なCM出演
- 1998年 公共広告機構（現：ACジャパン）「アジア･アフリカの田んぼ」編
- 1999年 千葉県ストップザエイズキャンペーン
- 2001年 愛知県人権週間キャンペーン（出産したばかりの長男と共演）

## 関係書籍
- 時を越えた歌声「草原の少女オユンナ」（磯野正典 著）リバティ書房
- 折り鶴は世界にはばたいた（うみのしほ 著）PHP研究所
- 折り鶴に出会った子どもたち  三省堂

## 関連する人物
- 加藤登紀子
- 倉田信雄
- 沢田知可子
- 谷村新司
- 姫神
- 藤公之介
- 細井豊（センチメンタル・シティ・ロマンス）